# Opistophthalmus jenseni
Espèce
Synonymes
- Protophthalmus jenseni Lamoral 1972

Opistophthalmus jenseni est une espèce de scorpions de la famille des Scorpionidae.

## Distribution
Cette espèce est endémique de Namibie,.

## Description
Le prosoma du mâle holotype mesure 6,90 mm sur 6,50 mm.

## Systématique et taxinomie
Cette espèce a été décrite sous le protonyme Protophthalmus jenseni par Lamoral en 1972. Elle est placée dans le genre Opistophthalmus par Newlands en 1972.

## Étymologie
Cette espèce est nommée en l'honneur de M. K. et Rolf A. C. Jensen.

## Publication originale
- Lamoral, 1972  : New and little known scorpions and solifuges from the Namib Desert, South West Africa. Madoqua, sér. 1, vol. 1, no 2, p. 117-131 (texte intégral).